# 小苞叶薹草
小苞叶薹草（学名：Carex subebracteata）是莎草科薹草属的植物。分布于俄罗斯（西伯利亚、远东地区）、日本、朝鲜以及中国大陆的内蒙古、黑龙江等地，生长于海拔700米的地区，一般生长在林中湿地以及草甸，目前尚未由人工引种栽培。